# 剣淵パーキングエリア
剣淵パーキングエリアは、道央自動車道内に2030年度に開設予定のパーキングエリアである。
北海道上川郡剣淵町の道の駅絵本の里けんぶちの南東部付近に新設予定。

## 概要
新設時に、上下線共に道の駅絵本の里けんぶちと、ハイウェイオアシスが計画中。将来的には、スマートインターチェンジ（SIC）を設置する予定。
開設されれば、日本最北端のパーキングエリア、ハイウェイオアシスを供するパーキングエリアとなる。

## 施設
上下線、ハイウェイオアシス共に2025年度開設予定。

### 上り・下り（予定）
駐車場（15台程度）
トイレ
ハイウェイオアシス施設
道の駅絵本の里けんぶち
剣淵PAスマートインターチェンジ（SIC）（仮称）

## 剣淵PAハイウェイオアシス（仮称）
新設時に、既存の道の駅絵本の里けんぶちとハイウェイオアシスにより、接続することが計画されている。
ハイウェイオアシスが誕生すると同時に、剣淵PA側にハイウェイオアシス駐車場が設置予定。

## 剣淵PAスマートインターチェンジ（SIC）
ハイウェイオアシス駐車場を介して、スマートインターチェンジ（SIC）が開設予定。
開設予定時期は不明。おそらく、2026年度以降の開設となると思われる。